# Solomon River
Solomon River est une rivière de 296 km des Grandes Plaines d’Amérique du Nord. La rivière se trouve intégralement dans l'État américain du Kansas. C’est un affluent de la rivière Smoky Hill.
La rivière Solomon est formée par la confluence des rivières North Fork Solomon (462 km) et South Fork Solomon (470 km) au lac Waconda dans le nord-ouest du comté de Mitchell, au Kansas. Les deux rivières proviennent des Hautes Plaines du nord-ouest du Kansas. À partir du lac Waconda, la rivière Solomon coule au sud-est à travers la région de Smoky Hills et rejoint la rivière Smoky Hill immédiatement au sud de Solomon dans l’ouest du comté de Dickinson.
Le bassin hydrographique couvre une superficie de 17 703 km2.
En 1969, la construction du barrage Glen Elder a engendré la création du lac Waconda et permis le contrôle des inondations.

## Source
- (en) Cet article est partiellement ou en totalité issu de l’article de Wikipédia en anglais intitulé « Solomon River » (voir la liste des auteurs).